# Kaplica Zmartwychwstania Pańskiego w Łodzi
Kaplica pw. Zmartwychwstania Pańskiego (dawniej kaplica pw. św. Aleksego) – prawosławna kaplica cmentarna w Łodzi. Należy do parafii św. Aleksandra Newskiego w Łodzi, w dekanacie Łódź diecezji łódzko-poznańskiej Polskiego Autokefalicznego Kościoła Prawosławnego. 
Kaplica znajduje się na Starym Cmentarzu Prawosławnym w Łodzi. Została wzniesiona w 1886, w tym samym czasie, co stojąca na sąsiedniej ulicy cerkiew garnizonowa pod tym samym wezwaniem. W 2002 zawalił się dach kaplicy, którą odbudowano. Nie udało się jednak odtworzyć jej wystroju w całości. W kaplicy odbywają się nabożeństwa przedpogrzebowe zarówno prawosławne, jak i katolickie.